# Android Ice Cream Sandwich
Android «Ice Cream Sandwich» (версия 4.0) — девятая основная версия мобильной операционной системы Android. Представлена и доступна для загрузки стала 19 октября 2011 года. Android 4.0 использует модернизированный интерфейс Holo из Android Honeycomb с системным шрифтом Roboto. Однако, отличие от Honeycomb, система является открытой и полностью оптимизированной как для планшетов, так и для смартфонов. Первым телефоном с Android Ice Cream Sandwich был Samsung Galaxy Nexus.
Представлен ряд других новых функций; включая обновлённый домашний экран, поддержку NFC, Android Beam, обновлённый веб-браузер, возможность доступа к камере и воспроизведению медиа с экрана блокировки, визуальную поддержку голосовой почты, фейсконтроль, возможность мониторинга мобильных данных, изменение размера виджетов и улучшенная виртуальная клавиатура. Он также представил ряд других новых функций, включая обновленный домашний экран) и возможность «передачи» контента другому пользователю с помощью NFC, обновленный веб-браузер, новый менеджер контактов с интеграцией социальных сетей, возможность доступа к камере и управления воспроизведением музыки с экрана блокировки , поддержку визуальной голосовой почты, возможность контролировать и ограничивать использование мобильных данных и другие внутренние улучшения.
Android 4.0 получил положительные отзывы критиков, которые похвалили обновлённый внешний вид операционной системы по сравнению с предыдущими версиями, а также улучшенную производительность и функциональность. Тем не менее, критики всё ещё чувствовали, что некоторые из приложений Android 4.0 по-прежнему не имеют качества и функциональности по сравнению со сторонними эквивалентами, и считали некоторые новые функции операционной системы, в частности функцию «разблокировки по лицу», бесполезными. На данный момент являются минимальной версией для открытия YouTube в браузере.
Первые версии, Android 4.0-4.0.2, были достаточно слабо распространены и их максимум не превысил и 1% от доли всех устройств. Поздние версии, Android 4.0.3-4.0.4, в 2013 году получили больший охват аудитории и уступали только Android 2.3 Gingerbread. Эти версии не были "идеальными", поэтому были быстро заменены следующим Android 4.1 Jelly Bean. Поддержка браузеров закончилась в 2015-2017 годах. Массовый выход приложений был до 2018-2019 года, в то же время когда и Google Play Сервисы. По данным статистики, опубликованной Google в октябре 2022 года, 0,15% всех устройств Android, имеющих доступ к Google Play, работают под управлением Ice Cream Sandwich. Однако по состоянию на январь 2025 года только 0,01% устройств Android работают под управлением Android Ice Cream Sandwich.

## Разработка
После выпуска Android Honeycomb, на Google I/O 2011 было объявлено, что в следующей версии Android под кодовым названием «Ice Cream Sandwich» (ICS), будет сделан акцент на обеспечении унифицированного взаимодействия со смартфонами и планшетами. В июне 2011 года также стали появляться подробности о новом на тот момент телефоне Nexus от Samsung. В блоге Android, RootzWiki опубликовали фотографии с Nexus S, на котором запущена сборка ICS, с изображением нового макета меню приложений, напоминающее структуру Honeycomb с новым интерфейсом, акцентрированном на синем цвете.
Официальный запуск Android 4.0 и нового телефона Nexus изначально был запланирован на 11 октября 2011 года на выставке CTIA в Сан-Диего. Однако из уважения к смерти соучредителя Apple Стива Джобса — Google и Samsung отложили мероприятие до 19 октября 2011 года в Гонконге. Android 4.0 и Galaxy Nexus были официально представлены 19 октября 2011 года. Энди Рубин объяснил, что 4.0 была предназначена для обеспечения «заманчивого и интуитивно понятного» взаимодействия с пользователем как на смартфонах, так и на планшетах.
Матиас Дуарте, вице-президент Google по дизайну, объяснил, что разработка Ice Cream Sandwich была основана на вопросе: «В чем душа новой системы?» Исследование отзывов пользователей показало, что существующий интерфейс Android был слишком сложным и, таким образом, не позволял пользователям «расширять возможности» своих устройств. Общий внешний вид Android был оптимизирован.
В январе 2012 года, после официального запуска Ice Cream Sandwich, Google запустили портал Android Design, на котором представлены рекомендации по интерфейсу, передовой опыт и другие ресурсы для разработчиков, создающих приложения для Android, предназначенные для Ice Cream Sandwich.

## Релиз
Galaxy Nexus был первым устройством на Android 4.0. Android 4.0.3 был выпущен 16 декабря 2011 года и содержал исправления ошибок, новый API социальных сетей и другие внутренние улучшения. В тот же день Google начал перенос ОС на Nexus S. Однако 20 декабря 2011 года развёртывание Nexus S было «приостановлено», чтобы компания могла «отслеживать отзывы», связанные с неудачными обновлениями.
29 марта 2012 года была выпущена Android 4.0.4, обещавшая улучшения производительности камеры и поворота экрана, а также другие исправления ошибок.

## Обновления

### 4.0
- Зарождение Android Auto, и Wear OS. Позже появится Android TV.
- Поддержка Real-time Transport Protocol API для аудио.
- Улучшение многозадачность.
- Изменение панели уведомлений.
- Изменённая панель блокировки с вынесением ярлыков для быстрого запуска камеры, доступа к функциям телефона (вызовов), доступа к текстовым сообщениям и меню для работы с электронной почтой.
- Легче создать папки
- Возможность закрывать приложения из списка последних приложений с помощью пролистывания.
- Улучшен словарь орфографии.
- Улучшено распознование речи.
- Система контроля использования интернет-трафика.
- Программное улучшение камеры: внедрение режима панорамной съёмки, программная стабилизация изображения, эффекты в реальном времени при видеосъёмке.
- Встроенный фоторедактор.
- Скриншоты средствами самой системы.
- Поддержка формата изображений WebP.
- Обновлённый браузер с поддержкой вкладок, синхронизацией закладок Google Chrome. Также обновлено ядро WebKit и движок V8 с поддержкой Crankshaft.
- Аппаратное ускорение пользовательского интерфейса.[17]
- Расширенные возможности "безопасности": разблокировка устройства через фейсконтроль, шифрование аппарата на добровольной основе, ASLR.
- VPN. До версии Android 4.0 для использования VPN требовался root доступ.
- Поддержка Wi-Fi Direct и Android Beam.
- Open Accessory API для интеграции с разнообразным оборудованием.
- Обновление API до версии 14.

### 4.0.1
- Исправление ошибок для Galaxy Nexus.

### 4.0.2
- Оптимизации и исправления найденных недочётов для смартфонов и планшетов[18].

### 4.0.3
- Улучшение производительности камеры, увеличение стабильности, более плавный поворот экрана[19].
- Множество исправлений ошибок и оптимизаций.
- API для работы с календарём.
- Новые приложения для камеры, улучшающие стабилизацию видео и разрешение QVGA.
- Обновление API до версии 15.

### 4.0.4
- Улучшение стабильности.
- Улучшенная работа камеры.
- Более плавный поворот экрана.
- Улучшено распознавание номера телефона.
- Перевыпуск Android Market в Google Play.

## Критика
Выпуск Android 4.0 был встречен положительно: Ars Technica похвалила пользовательский интерфейс Holo за «чувство идентичности и визуальной согласованности, которых раньше не хватало» по сравнению с предыдущими версиями Android, а также полагая, что новый стиль интерфейса может помочь улучшить качество сторонних приложений. Стандартные приложения Android 4.0 также получили высокую оценку за несколько лучшую функциональность по сравнению с предыдущими версиями. Были отмечены и другие функции, такие как улучшения ввода текста и голоса, а также средства управления использованием данных и улучшение общей производительности по сравнению с Android 2.3. Однако функция фейсконтроля была раскритикована как небезопасная, ведь можно разблокировать устройство буквально фотографией и несмотря на то, что интерфейс был улучшен по сравнению с предыдущей версией, некоторые из его стандартных приложений (например, почтовый клиент) были подвергнуты критике за то, что они всё ещё уступают сторонним альтернативам, в удобстве входа, качестве интерфейса, функциональности. В то время встраивалось два почтовых клиента, первый это Gmail, для Google, а второй общий. Как раз таки общий почтовой клиент был раскритикован.
Engadget также признал растущее качество Android интерфейса и высоко оценил его современный вид по сравнению с Android 2.3, а также некоторые новые функции, предоставляемые стандартными приложениями Google и самой операционной системой. В заключение, Engadget считает, что Android 4.0 была «великолепной ОС, которая предлагает отличную производительность и, по большей части, не кажется недоделанной». Тем не менее, Engadget отметил, что некоторые из новых функций Android 4.0 (например, Face Unlock) имели «ощущение бета-версии», отметил отсутствие интеграции Facebook с новым приложением People и что операционная система все ещё не такая интуитивно понятная для новых пользователей.
Журнал PC Magazine отметил влияние Windows Phone 7 на новое приложение «People» и улучшенную производительность тестов в веб-браузере, но посчитал Android Beam и фейсконтроль уловками и раскритиковал отсутствие поддержки некоторых приложений и Adobe Flash.